# Coweta County
Coweta County je okres ve státě Georgie ve Spojených státech amerických. K roku 2010 zde žilo 127 317 obyvatel. Správním městem okresu je Newnan. Celková rozloha okresu činí 1 155 km². Vznikl v roce 1826.